# Erizo checo

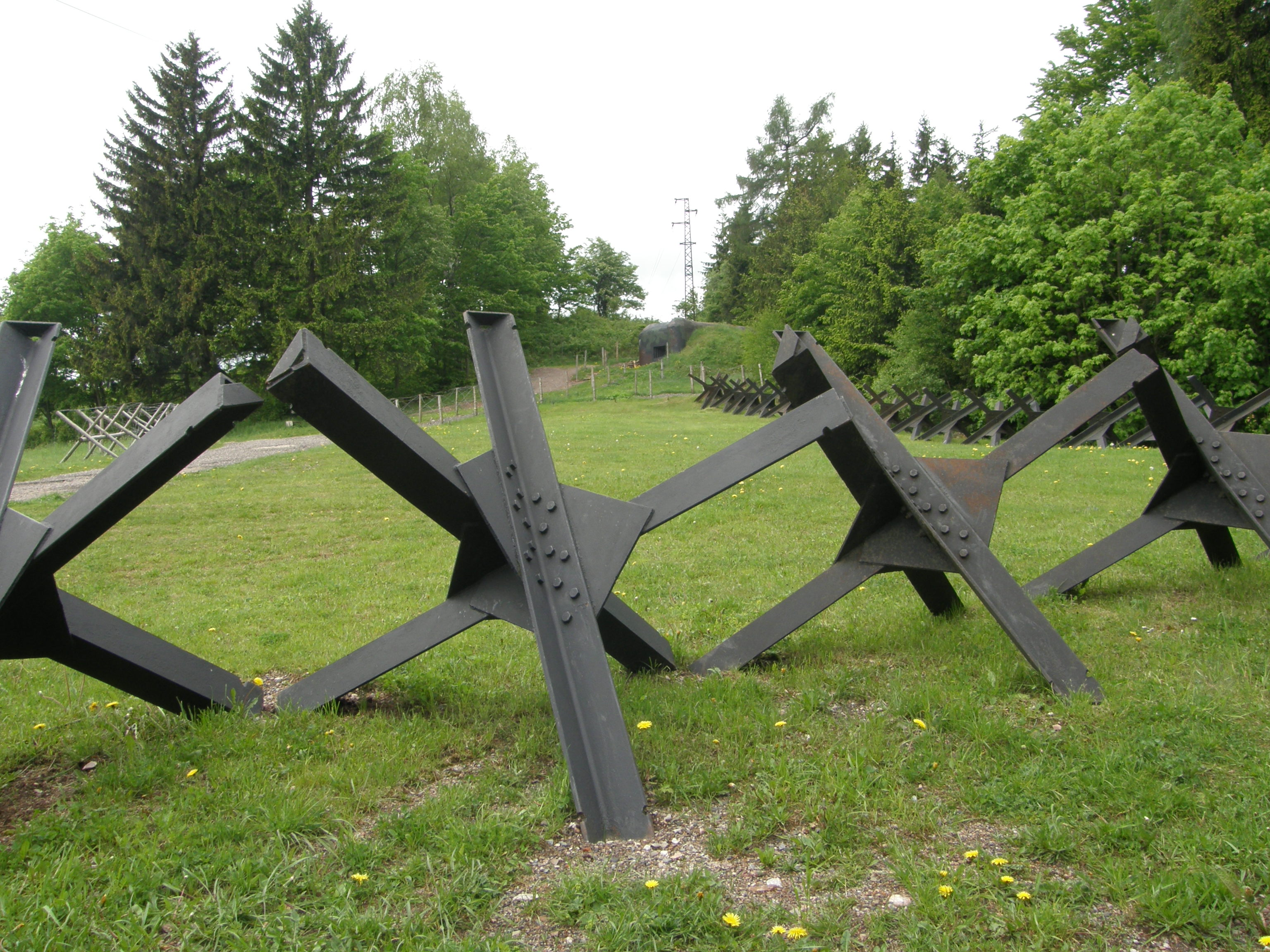
Los "erizos checos" funcionan como una eficaz defensa antitanque.

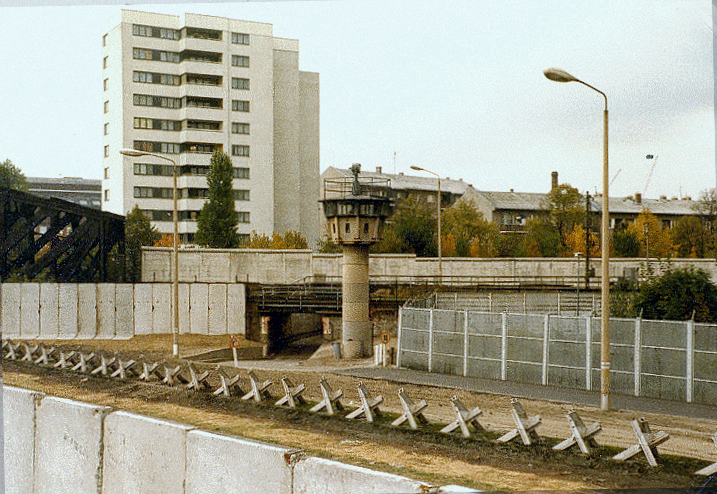
Entrada del tren elevado de Berlín Occidental en territorio del Berlín Oriental, cerca del muro de Berlín de Liesenstr. con Gartenstr., en 1980.

El erizo checo (en checo: rozsocháč) es un obstáculo de defensa antitanque formado por barras metálicas angulares, utilizado por diversas fuerzas durante la Segunda Guerra Mundial. 
El "erizo" es muy eficaz para evitar que las unidades acorazadas atraviesen una línea de defensa. Mantiene su función incluso tras recibir impactos muy próximos. Como contrapartida, ofrece una protección dispersa a la infantería, pero generalmente se entiende que las unidades de infantería son menos efectivas que las blindadas cuando se trata de asaltar una posición fortificada. 
Su nombre hace referencia a su origen checo. Originariamente, los erizos fueron utilizados en la frontera checo-alemana como parte de un sistema de defensas fortificadas, construidas apresuradamente en los albores de la Segunda Guerra Mundial. Las fortificaciones pasaron a manos alemanas tras la anexión de los Sudetes, consecuencia del Pacto de Múnich.
Los "erizos checos" fueron ampliamente utilizados durante ese conflicto por las fuerzas soviéticas. Se fabricaban con cualquier pieza metálica maciza, a veces con madera o incluso con rieles de tren. Los erizos checos se probaron extremadamente eficaces en condiciones de combate urbano, ya que una sola pieza podía bloquear una calle entera. Por ello, los "erizos checos" se convirtieron en un símbolo de la "defensa a toda costa" proclamada por el gobierno soviético, tanto es así que el monumento a los defensores de Moscú, construido junto a la autopista M10 en 1966, se compone de tres colosales erizos.
De cualquier modo, las estrategias de asalto pueden volverlos inútiles. Frecuentemente se construyeron más grandes de lo necesario, y aunque se había probado su utilidad en combate urbano por lo general la protección contra blindados resultó poco práctica durante los ataques alemanes sobre ciudades rusas. 
El "erizo checo" desempeñó un papel esencial en la construcción del Muro del Atlántico, y en numerosas fotografías del Desembarco en Normandía se observa su distribución en las inmediaciones de defensas costeras donde se suponía que los aliados podrían desembarcar en Europa.

## Especificaciones técnicas
Técnicamente, un "erizo chueco" estaba diseñado para ser construido con cualquier material capaz de soportar al menos 60 toneladas de fuerza, con una altura máxima de 1,4 metros. Estas especificaciones eran ignoradas con frecuencia en la fabricación de los mismos, reduciendo así su efectividad.
Los erizos producidos industrialmente estaban hechos de al menos tres brazos de hierro en forma de L (con unas medidas de 140-140-13 mm en cada lado) una longitud de 1,8 metros y un peso de 198 kilogramos. Las versiones posteriores, construidas con barras de unos 2,1 metros de longitud y un peso aproximado de 240 kilogramos estaban unidas con arandelas metálicas, remaches o, al final de la guerra, mediante soldadura, manteniendo siempre su característica forma de cruz de tres brazos. Su estructura se sigue de los ejes de un octaedro. Dos de los brazos del erizo venían unidos "de fábrica", mientras que el tercero se unía en su lugar de emplazamiento con una soldadura de alambre de púas. Cada uno de los brazos tenía un soporte cuadrado diseñado especialmente para evitar que se hundiese en la tierra, y que podían ser igualmente utilizados como puntos de anclaje para el tendido de alambradas.

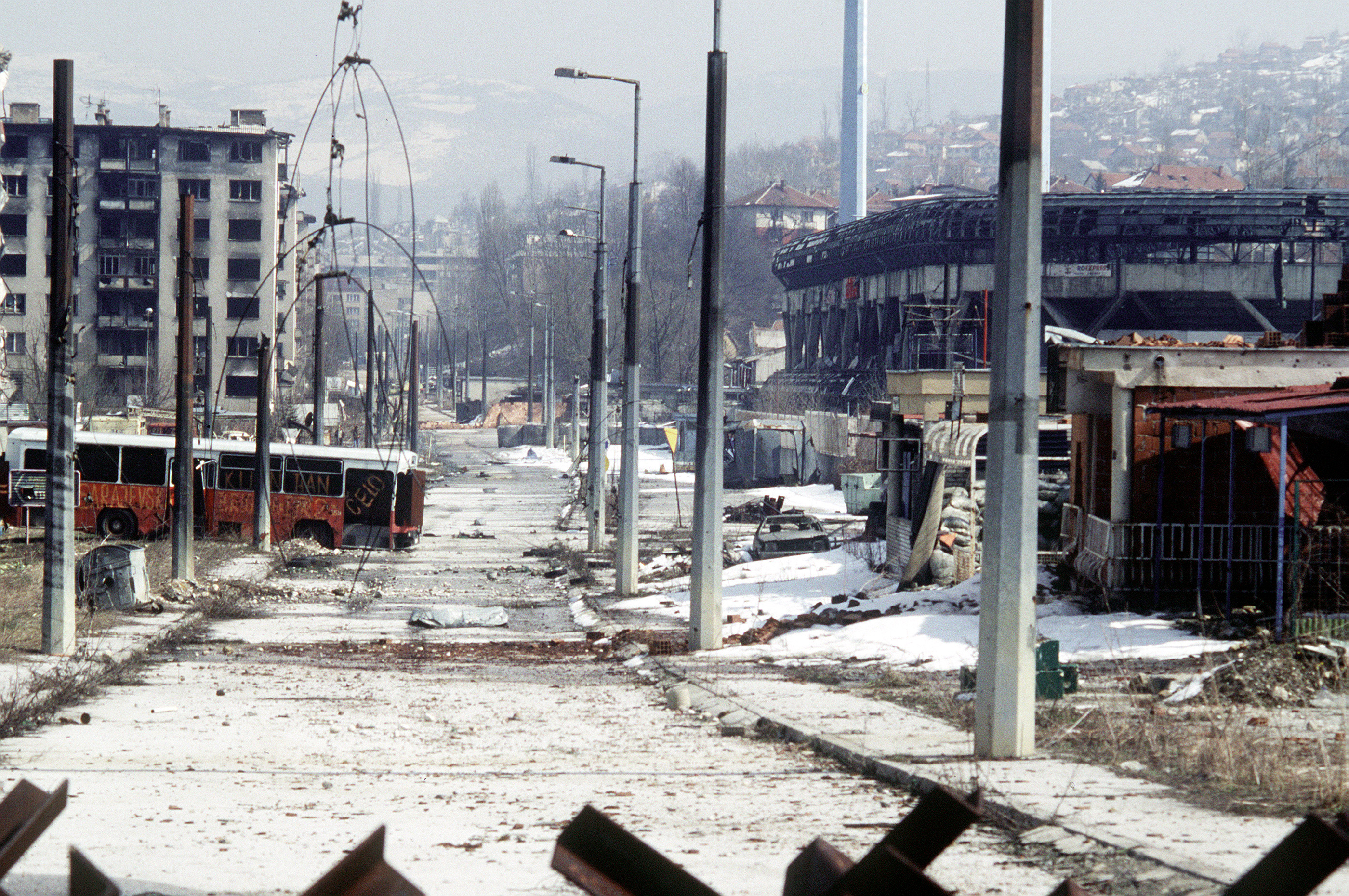
Sarajevo, 1996. Erizos checos (abajo) bloqueando una calle.